# Busta primo giorno

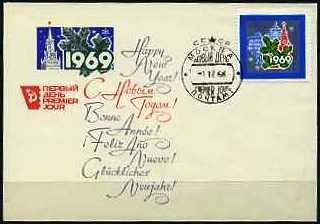
La prima FDC ufficiale dell'allora Unione Sovietica.

La busta primo giorno o first day cover è, in filatelia, una busta che presenta uno o più francobolli applicati ed annullati con un timbro datato nel giorno di emissione. Negli ultimi decenni è invalsa la consuetudine, da parte delle amministrazioni postali, di utilizzare un timbro particolare, detto annullo speciale, che richiami il tema dell'emissione, spesso usato in una località legata in qualche modo all'emissione. La busta normalmente riporta scritte e immagini in tema con il soggetto dell'emissione, ma tecnicamente questo non è un obbligo per definire una busta primo giorno, visto che, mentre l'annullo viene curato dall'amministrazione postale emittente il francobollo, la busta può essere realizzata da qualunque soggetto pubblico o privato.

## Storia

### L'esordio americano
Le Buste Primo Giorno di Emissione sono apparse per la prima volta negli Stati Uniti d'America intorno agli anni venti del Novecento dove per almeno un decennio i collezionisti, desiderosi di avere un annullo del primo giorno di emissione di un francobollo, presero l'abitudine di apporre con un timbro a tampone un'illustrazione sulla parte sinistra della busta usando uno o più colori.
Esse furono denominate "First Day Cover" (la cui traduzione corrisponde a "Busta Primo Giorno") e successivamente vennero indicate per brevità anche con la sigla F.D.C.
L'amministrazione Postale degli USA, rilevando la larga diffusione di questa nuova forma di collezionismo ed i notevoli introiti finanziari che ne sarebbero derivati, approntò un'innovazione allo scopo di fornire agli interessati un servizio più rispondente alle loro istanze ed alle loro esigenze.
Nel portare a conoscenza degli utenti l'annuale programma dei nuovi valori postali comunicò anche la località che, in occasione di ogni nuova emissione, avrebbe avuto in dotazione l'annullo speciale o figurato con la data del giorno in cui sarebbe stato emesso il francobollo, fermo restante che lo stesso annullo primo giorno sarebbe stato usato anche a Washington D.C. capitale degli USA.

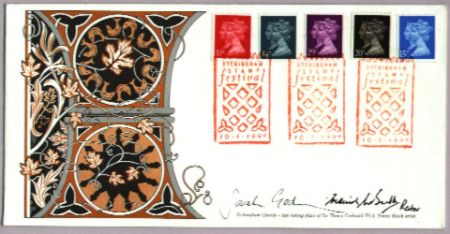
La FDC del 150º anniversario del Penny Black.

La designazione di questa sede straordinaria di annullo primo giorno venne stabilita dall'Amministrazione Postale tenendo conto del soggetto del nuovo valore postale, oppure dall'avvenimento, storico, sociale ecc.... che nel francobollo veniva celebrato e infine anche dalle istanze che pervenivano al Ministero delle Poste da parte di autorità locali, associazioni filantropiche, culturali e sportive.
Questo nuovo tipo di busta, obliterata con il timbro speciale o figurato primo giorno nella località scelta dalle Autorità Postali, venne denominata "First Day City Cover" (la cui traduzione corrisponde a "Busta della Città Primo Giorno" ) altrimenti indicata con la sigla F.D.C.C.
Con la designazione della città primo giorno di emissione, non è stata apportata successivamente nessun'altra innovazione per quanto attiene ai componenti ufficiali della busta, cioè francobollo e annullo speciale.
Per questa ragione, e non intravedendo altra possibilità di ulteriori evoluzioni, si può asserire con sicurezza che si è conclusa la serie di interventi dell'Amministrazione Postale volti a soddisfare le richieste dei collezionisti più esigenti.
Il particolare formato delle buste derivava dal fatto che queste venivano prodotte con fogli carta le cui dimensioni erano state calcolate con misure inglesi.
Il formato di queste buste bianche venne denominato "standard american size", corrispondenti all'incirca alle misure in centimetri di 9,5 x 16,5, ed è diventato il formato classico delle Buste Primo Giorno di Emissione.

### L'arrivo in Europa
Dal 1932 al 1935 la nuova forma di collezionismo varcò i confini oceanici per giungere in Europa dove i primi collezionisti furono inglesi e scandinavi.
Attraverso intensi scambi con i collezionisti del nuovo mondo, le Buste Primo Giorno, furono conosciute e cominciarono a diffondersi rapidamente anche fra gli operatori economici filatelici del vecchio continente che videro un nuovo motivo per allargare la loro sfera di scambio commerciale.
Nel periodo precedente il secondo conflitto mondiale il fenomeno del collezionismo delle buste primo giorno era diventato di rilevanza mondiale con migliaia di appassionati.
A seguito della vasta diffusione assunta da questo tipo di collezione, apparvero sul mercato americano alcune ditte (non è noto quale di esse fu la prima), che si rivolsero a noti artisti per la creazione di bozzetti (che dovevano per quanto possibile richiamarsi ai soggetti delle nuove emissioni), da stampare sulle buste, stimolate anche dall'esempio di numerosi collezionisti che personalmente provvedevano a decorare le proprie buste a mano.
Gli stessi editori delle buste intestate, provvedevano successivamente ad affrancarle con i nuovi valori postali, le facevano obliterare con l'annullo della città primo giorno di emissione oppure con l'annullo di Washington D.C. e le fornivano ai propri clienti.
Questo modo di procedere, sollevando i collezionisti da perdite di tempo e da rischi, incontrò subito la loro preferenza e si affermò rapidamente il "First Day City Cover Service" corrispondente in italiano al "Servizio Buste Città primo Giorno di Emissione", perché assicurava ai collezionisti la fornitura delle Buste primo Giorno pregiate.
Le stesse case editrici vendevano inoltre anche le buste illustrate nude (cioè senza servizio) a tutti coloro che preferivano provvedere personalmente a procurarsi l'annullo primo giorno.
Con l'istituzione delle F.D.C. Service sembra che le Buste Primo Giorno abbiano terminato il loro processo evolutivo e si può affermare che, dopo l'ultima innovazione, ad esse, oltre al loro particolare valore postale filatelico e storico, va aggiunto anche il pregio della loro presentazione artistico tipografica.

## F.D.C. italiane
I collezionisti italiani ignorarono a lungo il settore delle buste primo giorno e fino agli anni cinquanta il 90% delle buste prodotte in Italia era assorbito dal mercato americano. Negli ultimi decenni il successo di questo collezionismo ha convinto anche i più restii ed attualmente anche in Italia si contano migliaia di cultori.
Tra le più rare FDC della Repubblica Italiana, si segnalano: Repubblica Romana del 1949, Italia al Lavoro del 1950, Giochi ginnici del 1951.

## Tipologie di buste primo giorno
- Buste con annullo ordinario
- Buste con annullo speciale
- Buste viaggiate
- Buste non viaggiate
- Buste raccomandate